# Taiikukan Baby
Taiikukan Baby è un film del 2008 diretto da Yoshihiro Fukagawa.
Il soggetto è basato su un romanzo di Keiko Kanome.

## Trama
Jun Shibahara è un asso della squadra di nuoto della scuola che, dopo aver perduto una gara importante contro il suo rivale del momento, Naoki Murai, al torneo universitario estivo, inizia a sentire uno strano sentimento nei suoi confronti. Sente che uno speciale rapporto intercorre tra loro, e cercherà pertanto di portarlo alla luce.